# Robert Schlienz
Robert Schlienz (3. února 1924, Zuffenhausen, Výmarská republika – 18. června 1995, Dettenhausen, Německo) byl německý fotbalista. Hrál zejména na pozici útočníka.

## Hráčská kariéra
Schlienz započal svou profesionální kariéru v roce 1940, kdy hrál za tým FV Zuffenhausen.
V průběhu druhé světové války byl povolán k vojenské službě a dostal se na východní frontu. Tam byl zraněn do čelisti kulkou, která mu na obličeji zanechala jizvu. Kvůli tomuto zranění byl propuštěn a poslán zpět domů.
Po vyléčení svého zranění se opět vrátil k fotbalu a sezónu 1944/1945 strávil v týmu VfB Stuttgart, kde byl na hostování. V létě 1945 natrvalo přestoupil do tohoto týmu a v sezóně 1945/1946 zaznamenal za 30 zápasů 46 gólů a stal se tak rekordním střelcem sezóny v nejvyšší německé lize.
14. srpna 1948 měl Schlienz vážnou autonehodu, když cestoval na pohárový zápas svého týmu do Aalenu. Kvůli této dopravní nehodě přišel o své levé předloktí, které mu bylo amputováno. Po této události Schlienz přemýšlel o konci kariéry, ale jeho trenér Georg Wurzer ho přemlouval, aby ve své kariéře pokračoval.
5. prosince 1948 se tak opět vrátil k fotbalu, kdy nastoupil do zápasu proti týmu FC Bayern Mnichov. I přes svůj handicap se stal kapitánem týmu, se kterým dokázal vyhrát dvakrát ligový titul (v sezóně 1951/1952 a v sezóně 1953/1954) a také dvakrát německý pohár (v sezóně 1953/1954 a v sezóně 1957/1958). Ve Stuttgartu hrál až do roku 1960, kdy také ukončil hráčskou kariéru.

## Reprezentační kariéra
V letech 1955 až 1956 odehrál za fotbalovou reprezentaci SRN 3 utkání. Ani v jednom ale nedal gól.

## Smrt
Schlienz zemřel na infarkt dne 18. června 1995 ve věku 71 let. Vedení klubu VfB Stuttgart se rozhodlo několik dní po jeho smrti přejmenovat svůj tréninkový stadion na stadion Roberta Schlienze, kde hraje i rezervní mužstvo týmu a také ho posléze zařadilo do své fotbalové "jedenáctky" století.